# Вайоцдзорская епархия
Вайоцдзорская епархия Армянской Апостольской церкви (арм. Վայոց ձորի թեմ, Вайоц Дзори тем) — действующая епархия Армянской Апостольской церкви Эчмиадзинского католикосата, в юрисдикцию которой входит Вайоцдзорская область Армении. Центром является город Ехегнадзор, церковь Пресвятой Богородицы. Предводителем епархии является архиепископ Авраам Мкртчян.
Вайоцдзорская епархия создана указом Католикоса всех армян Гарегином II в 2010 году. В епархию входят церковные общины одноименной области Армении. Ранее эта территория входила в состав Сюникской епархии. Центр епархии находится в городе Ехегнадзор.